# Viskafors IF
Viskafors IF är en idrottsförening från Svaneholm i Borås kommun i Sjuhärad i Västergötland, bildad 1922. Föreningen är främst bemärkt genom sitt sitt fotbollslag som tillhörde Sverigeeliten på 1960-talet och värvande av den tidigare duglige allsvenske spelaren James Keene 2022.

## Bildande och namn
Föreningen bildades 1922 som Svaneholm-Viskafors IF i Svaneholm, namnändrades 1939 till Svaneholms IF och 1945 till Viskafors IF.

## Historik
Föreningen debuterade i seriespel 1922 och höll länge till i de lägre divisionerna. Den första större framgången var ett gästspel i division IV 1946/1947, motsvarande dagens division II. Laget återkom till serien redan 1951/1952 och spelade sedan i division III 1959-1965. Efter nedflyttningen från tredjedivisionen har klubben spelat i fjärde högsta serien enstaka säsonger 1966, 1976 och 1985. 2010- och 2020-talen har tillbringats i division VI (åttondedivisionen sedan 2006).

 Under 2022 rönte Viskafors viss uppmärksamhet när ex-allsvenske James Keene skrev på för klubben.